# Nelson Mariano
Nelson Isurina Mariano, deuxième du nom, est un grand maître philippin du jeu d'échecs né le 28 juin 1974.
Il a remporté le championnat d'Asie junior en 1994 et fini troisième ex æquo lors du championnat du monde d'échecs junior de 1994. En 1995, il remporte  le championnat d'Asie par équipe avec les Philippines.

## Partie notable: Nelson Mariano opposé à Anton Korobov
| 27.04.2004 UAE Événement : 6e open de Dubai |
| --- |
| GM Mariano, Nelson II |
| GM Anton Korobov |
| 1. e4 c5 2. Ne2 (Défense sicilienne, variante Kérès) Nc6 3. Nbc3 e6 4. g3 d5 5. exd5 exd5 6. Bg2 d4 7. Nd5 Nf6 8. Nef4 Nxd5 9. Nxd5 Bd6 10. O-O d3 11. b4 O-O 12. bxc5 Bxc5 13. Bb2 Qg5 14. cxd3 Bd7 15. h4 Qh6 16. Rc1 b6 17. d4 Bd6 18. Nxb6 axb6 19. Bxc6 Rxa2 20. Qb3 Ra7 21. Qxb6 Bb8 22. d5 Bg4 23. Rfe1 Ra2 24. Bc3 Ba7 25. Qb4 1-0 |